# マイケル・スウィートニー
マイケル・ダミアン・スウィーニー(Michael Damien Sweetney, 1982年10月25日 - ) は、アメリカ合衆国ワシントンD.C.出身のバスケットボール選手。身長203cm、体重134kg。ポジションはパワーフォワード。ウルグアイで2017年までプレイした後はプレイしていない。

## 経歴

### 学生時代
スウィーニーはオクソンヒル高校へ進学し、ワシントン・ポストが選ぶ優れたバスケットボール選手に選ばれた。その後、彼は伝統と優れたビッグマンを輩出しているジョージタウン大学へ進学し、3年間の大学でのキャリアの間に平均18.2点、約55%のフィールドゴール%を記録した。
3シーズンだけのプレイに関わらず、ジョージタウン大学の歴代得点7位(1,750)、歴代リバウンド5位(887)、歴代ブロック6位(180)で記録となっている。

### NBA
スウィーニーは2003年のNBAドラフトでニューヨーク・ニックスから1巡目9位で指名された。ルーキーシーズンは42試合の出場に留まり、ニックスで2シーズンプレイした後に、ティム・トーマス、ジャーメイン・ジャクソンと共に、エディ・カリー、アントニオ・デイビスとのトレードでシカゴ・ブルズへ移籍した。
スウィーニーは彼のキャリアを通して体重の問題があった。シカゴの地元紙はスウィーニーが体重を減らさなければキャリアに危機が訪れると警告したが、彼の体重は変わらなかった。
2009年の夏、ボストン・セルティックスの一員としてサマーリーグに出場し、その年の10月にはトレーニングキャンプにも招待されたが、10月22日に放出された。
2011年12月初旬にチームと練習するための契約をボストン・セルティックスと結んだが、2011年12月22日に放出された。
その後、プエルトリコ、ベネズエラ、ウルグアイのチームと契約を結んだ。